# Nobody's Business
Nobody's Business è un brano della cantante Rihanna, estratto dal suo settimo album in studio Unapologetic come singolo promozionale in Francia. È stato pubblicato il 7 gennaio 2013 dalla Def Jam, insieme a Stay (per il mercato inglese) e un giorno prima di Pour It Up (per il mercato americano).
Il brano è entrato nelle classifiche di Francia, Belgio e Regno Unito.